# Lewis Ferguson
Lewis Ferguson (* 24. August 1999 in Hamilton) ist ein schottischer Fußballspieler, der beim FC Bologna in der Serie A unter Vertrag steht.

## Karriere

### Verein
Lewis Ferguson wurde als Sohn des schottischen Fußballnationalspielers Derek Ferguson geboren. Er ist außerdem der Neffe von Barry Ferguson. Zwischen 2009 und 2013 war er für die Glasgow Rangers aktiv. Ab dem Jahr 2013 spielte er in den Jugendmannschaften von Hamilton Academical. Für den Verein gab er am 24. Januar 2018 sein Profidebüt in der Scottish Premiership, als er im Spiel gegen Heart of Midlothian in der Startelf stand. Bis zum Ende der Saison 2017/18 kam er in zwölf weiteren Ligaspielen zum Einsatz. Im Mai 2018 unterschrieb der 18-Jährige Ferguson einen Vertrag ab der nächsten Spielzeit beim FC Aberdeen.
Im Juli 2022 wechselte Ferguson nach Italien zum FC Bologna. Ferguson führte Bologna als Kapitän in das erstes Finale seit 51 Jahren, als sie den FC Empoli besiegten und das Finale der Coppa Italia 2024/25 erreichten. Ferguson war auch im Endspiel Kapitän und gewann das Finale am 14. Mai 2025 mit 1:0 gegen den AC Mailand. Ferguson war nach Graeme Souness der zweite Schotte, der die Coppa Italia gewann.

### Nationalmannschaft
Lewis Ferguson debütierte am 1. September 2017 in der schottischen U-19 gegen die Ukraine. Für die Altersklasse absolvierte er sieben Spiele. Im Jahr 2018 absolvierte er ein Spiel in der U20. Im selben Jahr gab er sein Debüt in der U21. 2021 kam Ferguson zu seinem Debüt in der A-Nationalmannschaft.

## Erfolge und Auszeichnungen
- Schottlands Nachwuchsfußballer des Jahres: 2020[4]
- Premio Bulgarelli Number 8: 2023/24

FC Bologna
- Italienischer Pokalsieger: 2024/25